# جگوار مارک نه

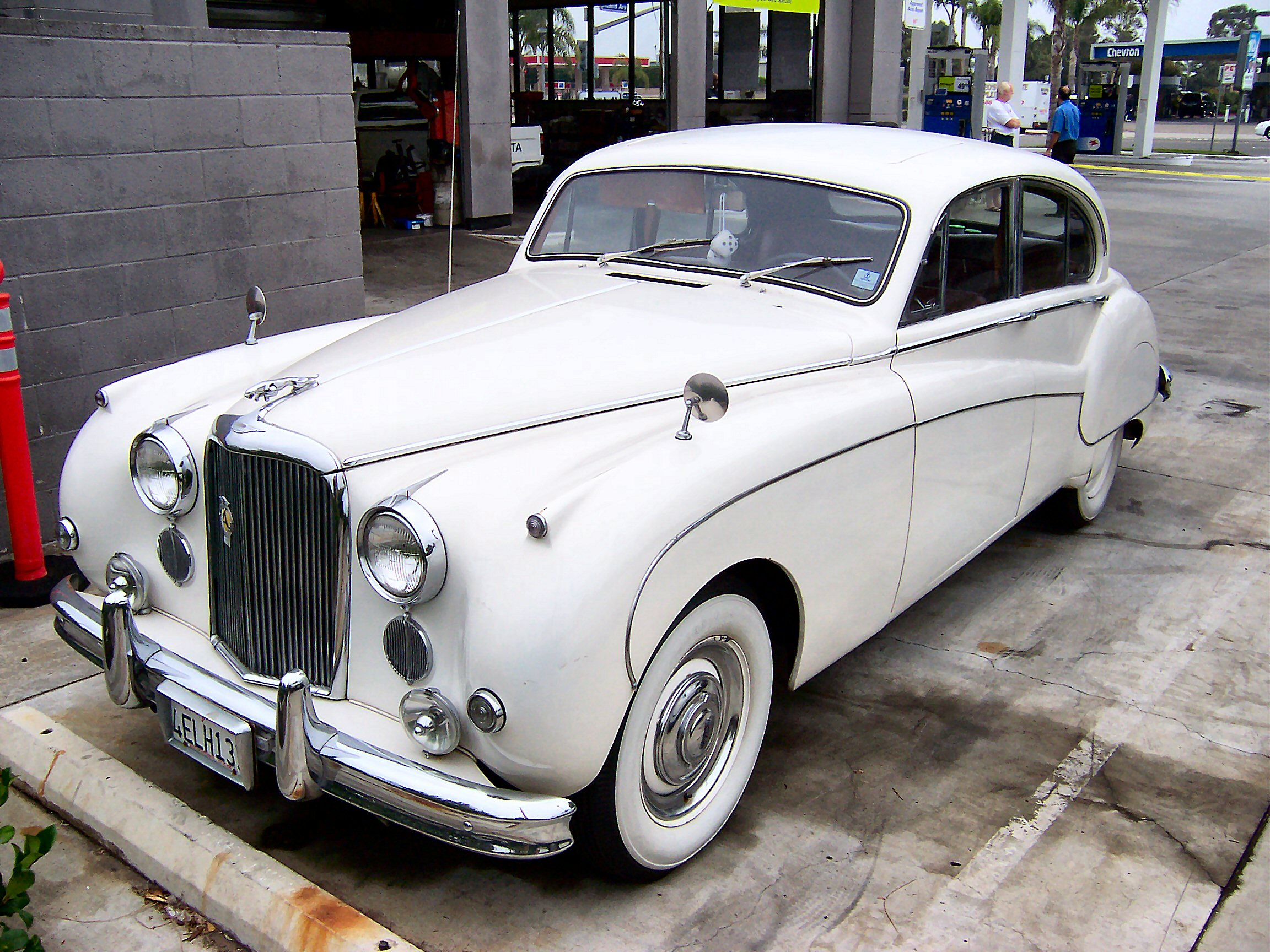

جگوار مارک نه (Jaguar Mark IX) خودرویی است که در سال‌های ۱۹۵۹–۱۹۶۱ و به تعداد ۱۰،۰۰۹ تولید شده‌است. طول آن در حالت طبیعی ۱۹۶٫۵ اینچ (۴٬۹۹۰ میلیمتر)، عرض آن در حالت طبیعی ۷۵ اینچ (۱٬۹۰۰ میلیمتر) و ارتفاع آن در حالت طبیعی ۶۳ اینچ (۱٬۶۰۰ میلیمتر) است.
موتور آن ۳۷۸۱ سی‌سی است.

## نگارخانه

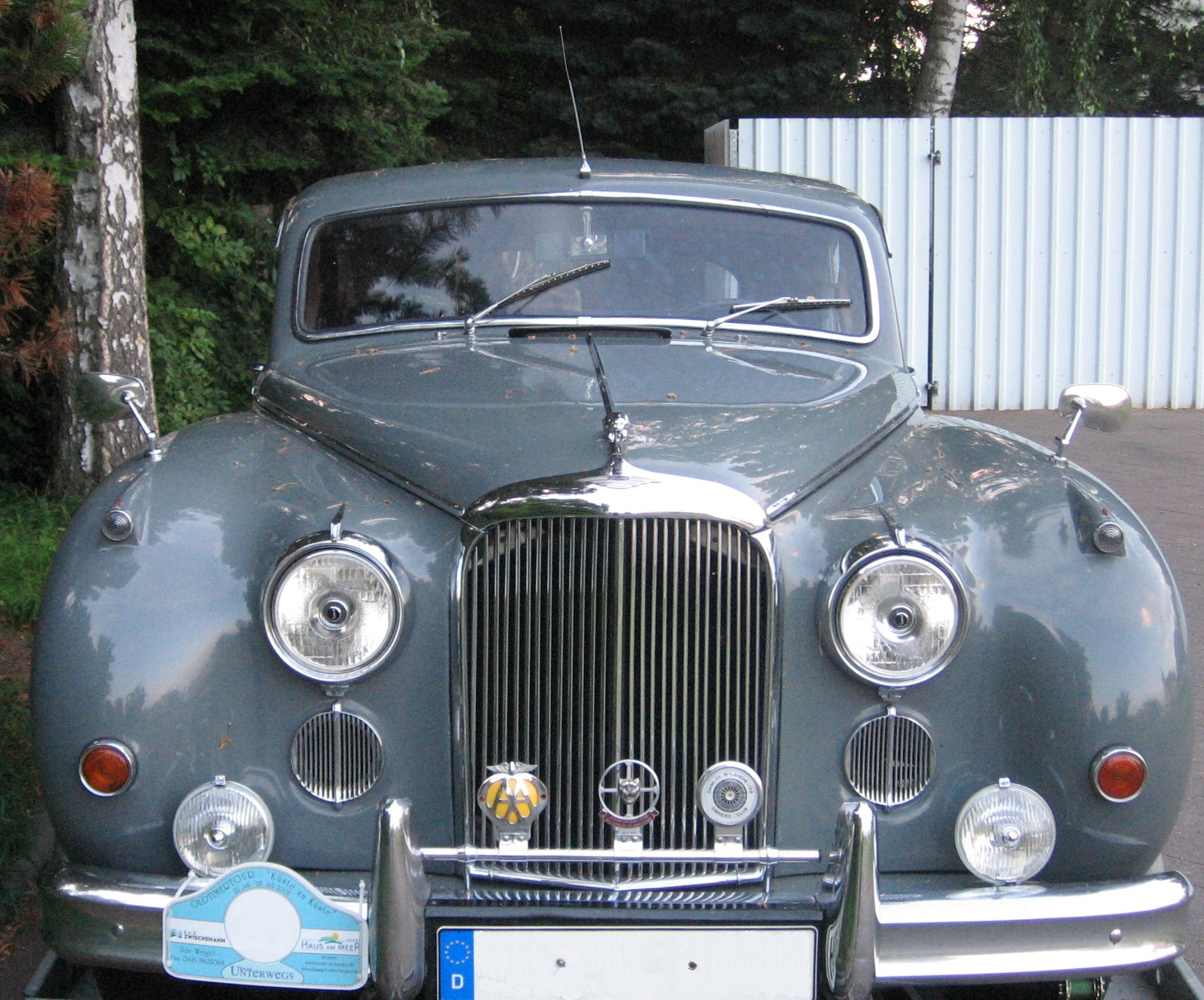
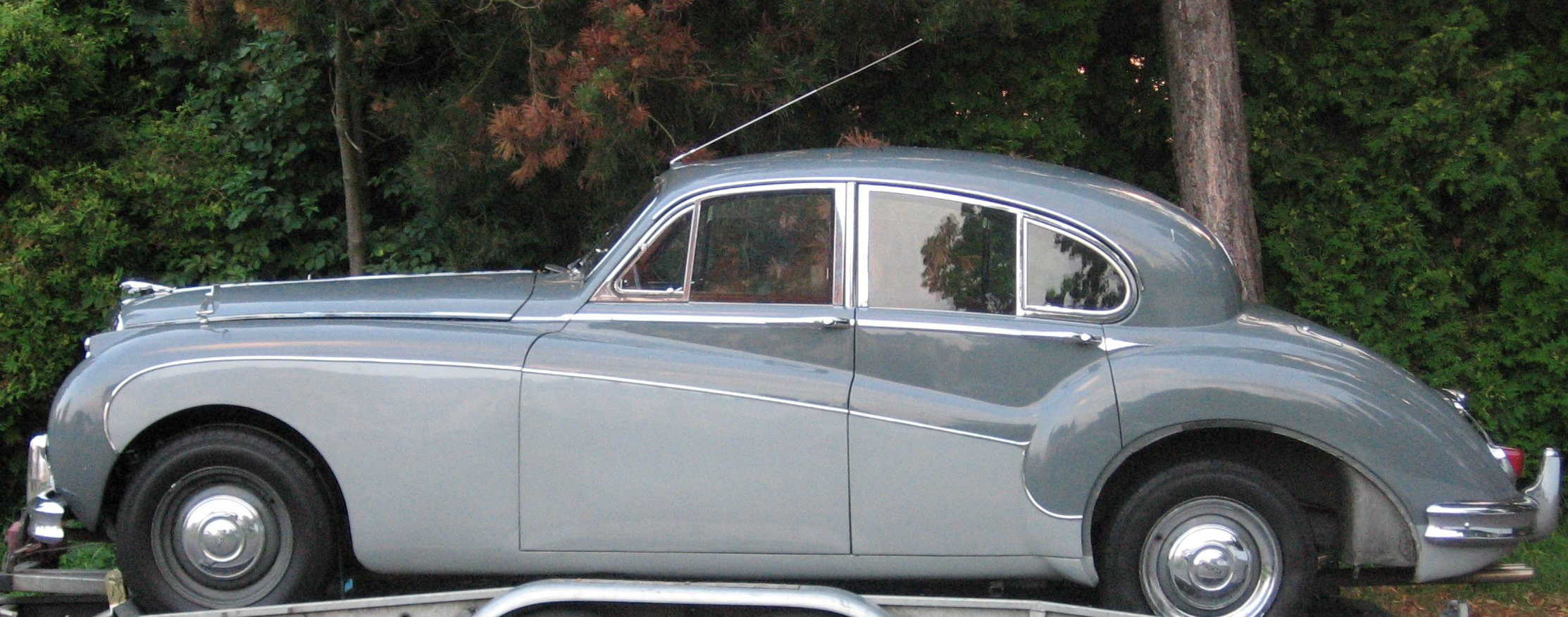
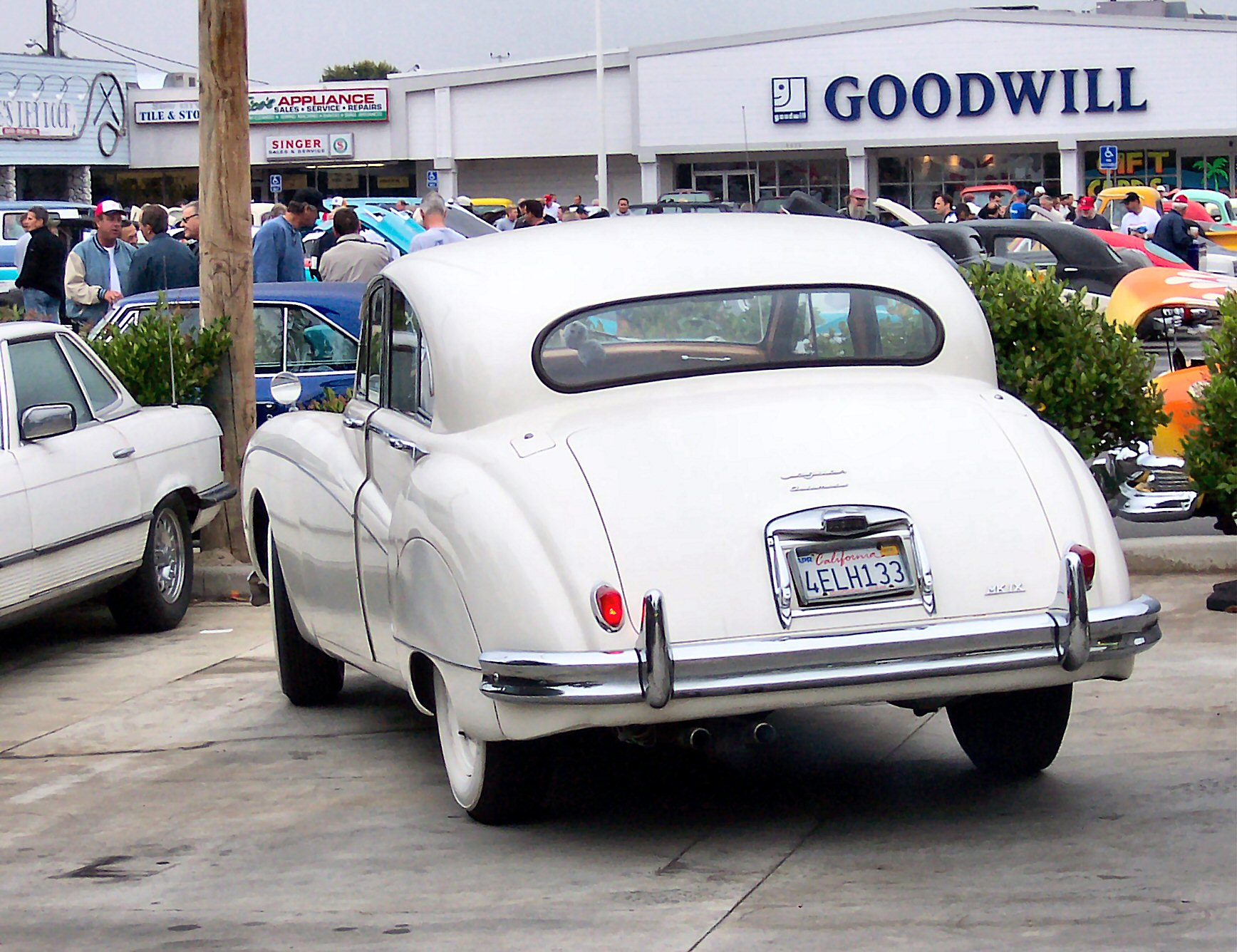